# Sociální pedagog
Sociální pedagog je odborný pedagog, jehož kvalifikace se zaměřuje na děti, mládež i celé spektrum dospělých, v oblasti pomáhajících profesí. Pojem sociálního pedagoga a s tím spojené chápaní této profese však není zcela jednoznačné. Jednou z hlavních příčin je široká škála možnosti působení sociálního pedagoga.
Jeho náplň práce se neřídí jasně určenými pravidly jako například učebním plánem nebo přímo danou osnovou. Sociální pedagog může svou náplní práce připomínat profesi učitele či psychologa. Zákon č. 108/2006 Sb. Zákon o sociálních službách se zmiňuje o sociálním pracovníkovi, jeho kompetencích a náplní práce. Přímo sociálního pedagoga nedefinuje, ale svým popisem je mu velmi blízký.
Definování sociálního pedagoga jako profese, lze také skrze charakteristiku funkce sociálního pedagoga a jeho činností a kompetencí.

## Funkce
Funkce zahrnují dvě hlavní oblasti, a to integrační a rozvojovou.
- Integrační funkce zahrnuje práci s lidmi v krizové situaci (v ohrožení psychickém, sociálním či psychosociálním), kteří potřebují odbornou pomoc a poradenství.

- V rámci rozvojové funkce je snaha zajišťovat správný rozvoj osobnosti a prevenci, týkající se celé populace.[2][3]

## Činnost
Činnosti v rámci náplně profese sociálního pedagoga jsou velmi různorodé. Od přímé práce s klienty (například v poradenském procesu), terénní práce, výchovného působení ve volnočasových aktivitách až k nepřímému působení, jako např. noční služby v některých zařízeních. Chápání činností sociálního pedagoga doplňuje Wroczynski, který upozorňuje, že má být snahou nezabývat se výchovnými procesy izolovaně, ale snažit se je vnímat v kontextu jejich celkové podmíněnosti dalšími složkami (například vývoj jedince).

## Kompetence
Kompetence sociálního pedagoga, stejně jako u mnoho jiných profesí, zahrnují určité teoretické a praktické dovednosti a znalosti a jistou míru etických a morálních zásad. Nevýhodou popisu kompetencí sociálního pedagoga je velká různorodost náplně práce, která vyplývá z jeho profesních činností. Jeho celkové pojetí práce však vždy vychází ze zájmů jedince, snaha vést jej k souladu se společenskými požadavky a potřebami.
Do teoretického vybavení sociálního pedagoga by měl být zahrnuty vědomosti širšího společensko-vědního základu (může zahrnovat oblast psychologie, pedagogiky, zdravotnictví apod.) a speciální poznatky týkající se přímo pracovních oblastí jako je sociální pedagogika či výchova ve volném čase. Mezi hlavní dovednosti sociálního pedagoga patří oblast sociální komunikace, využívání metod sociálně pedagogické prevence a terapie a nejlépe i dovednosti týkající se různých zájmových oblastí.
Mezi důležité osobní vlastnosti sociálního pedagoga se řadí požadavky na psychickou i fyzickou stránku člověka. Do psychické oblasti patří empatický, vyrovnaný a celkově trpělivý přístup člověka, vnímavost různých životních situací i určitá míra kreativity a originality.

## Sociální pedagogika
Charakteristika profese sociálního pedagoga může také do jisté míry vysvětlovat definice samotného oboru sociální pedagogiky. Sociální pedagogika patří mezi mladé, ne zcela přesně ukotvené vědecké disciplíny. Stále se vynořují otázky po teoretických ukotveních, modelech sociální pedagogiky aplikovaných v zahraničí či historických souvislostech. Toto neustále hledání přináší jak nevýhody, tak klady pro vývoj sociální pedagogiky, kterými jsou možnosti pro rozvoj a změny v kontextu praxe. Snahou je především zachování a rozvíjení této disciplíny jako pomáhající profese.
V současném chápaní sociální pedagogiky jsou jejím hlavním předmětem sociální aspekty výchovy a vývoje osobnosti. Zaměřuje se především na oblasti socializace a výchovy, řeší vztahy sociálního prostředí. Snaží se pomáhat ve výchovně-vzdělávacích procesech v rodině, škole i oblasti volného času a řešit krizové situace a předcházet dysfunkčním procesům. Obecným cílem sociální pedagogiky je učení a vedení k samostatnosti jedince, podpora chování odpovídající normám a přispívání ke zlepšení jeho společenských podmínek, ve kterých žije.

## Pochybnosti a nejasnosti
Velké spektrum různorodosti pracovních pozic a náplně práce sociálního pedagoga mohou vést k pochybnostem o profesi jako takové. Nejasné institucionalizované ukotvení sociální pedagogiky a s tím spojené, často uváděné nižší nároky na vzdělání, obecně ubírají na postavení povolání sociálního pedagoga i prestiže tohoto oboru. Sociální pedagog se zařazuje mezi ostatní pedagogické profese. Jejich finanční a společenské ohodnocení nebývá korespondující s náročností, nezbytností a důležitostí pro fungující společnost. Celkové ohodnocení této profese tudíž také nebývá vysoké. Mělo by se usilovat o změnu tohoto stavu, aby byly spolu navzájem v souladu jak význam tak pozice a ohodnocení práce sociálního pedagoga.

### Další tematické odkazy
- Kraus, B. (2007). K vývoji české sociální pedagogiky. Pedagogika, 2 (2007), 132-144.
- Vávra, O., Vávrová, S. & Pechová, O. (2017). Spiritualita u studentů sociální pedagogiky a dalších oborů pomáhajících profesí. Sociální pedagogika, 5 (1), 75-89.
- Gulová, L., Kurowski, M. & Soják, P. (2014) Informace – sociální pedagog do škol (?) Sociální pedagogika, 2 (2), 130-131.